# Complexities: Women in Mathematics
Complexities: Women in Mathematics est un livre sur les femmes en mathématiques qui « contient les histoires et les idées de plus de quatre-vingts mathématiciennes ». Il a été édité par Bettye Anne Case et Anne M. Leggett, sur la base d'une collection de matériel du bulletin d'information de l'Association for Women in Mathematics, et publié par Princeton University Press en 2005  (ISBN 0-691-11462-5).

## Sujets
Le livre contient plus de 100 articles rédigés par plus de 70 auteurs, divisés en cinq sections. Le premier d'entre eux, « Inspiration », discute du travail de femmes célèbres en mathématiques (telles que Sofia Kovalevskaïa, Julia Robinson et Emmy Noether) et de mathématiciennes des XVIIIe et XIXe siècles offrant un aperçu de leur vie personnelle ainsi que leurs mathématiques. Ensuite, « Joining Together » couvre l'histoire de l'Association for Women in Mathematics et des sujets connexes dans l'organisation des femmes en mathématiques  dont European Women in Mathematics et la participation des femmes au Congrès international des mathématiciens.  
La section centrale, « Choix et défis », couvre les problèmes rencontrés par les femmes dans les mathématiques contemporaines  et comprend une quantification statistique de ces problèmes par Case et Leggett. « Celebration » est une collection de conférences plénières et d'autres documents de la célébration Olga Taussky-Todd des carrières pour les femmes en mathématiques, une conférence tenue en 1999 pour célébrer les femmes en mathématiques; ses orateurs en plénière étaient Christa Binder, Evelyn Boyd Granville, Lisa Goldberg, Fern Hunt, Diane Lambert, Cathleen Synge Morawetz, Linda Petzold, Helene Shapiro, Richard S. Varga, Margaret H. Wright et Lani Wu. Le dernier chapitre, « Into a New Century », se compose d'essais par les jeunes mathématiciennes de l'époque de la publication du livre, beaucoup d'entre elles dans des carrières non universitaires. Une collection de photographies de 1975 à 2003 est jointe en annexe.  
Malgré son contenu sur les difficultés rencontrées par les femmes en mathématiques, le ton du livre est « factuel et optimiste », couvrant dans de nombreux cas des carrières mathématiques ordinaires sans discrimination manifeste, et plus festif qu'encyclopédique.

## Public et réception
Le livre s'adresse à toute femme intéressée par une carrière mathématique et à toute personne « intéressée par la lutte et le développement des femmes mathématiciens » et est « destiné à encourager les jeunes femmes à entrer en mathématiques ». La recenseuse Peggy Kidwell suggère qu'il serait d'intérêt pour les historiens des mathématiques dans sa documentation de nombreuses pratiques actuelles. Et la critique Shandelle Henson le recommande à tous les mathématiciens professionnels, pour fournir une histoire et un contexte aux luttes auxquelles sont encore confrontés certaines de leurs élèves, d'aider à faire face à leurs propres préjugés et d'éviter de reculer dans les progrès que nous avons réalisés en tant que société afin de réduire les obstacles rencontrés par les femmes en mathématiques.  
Un petit reproche de Kidwell est qu'il n'y a pas de bibliographie de la littérature connexe sur les femmes en mathématiques. A.E.L. Davis, critique britannique, déplore la focalisation américaine du livre, tout comme la mathématicienne d'origine argentine Marianne Korten,. Davis écrit que « seulement des parties » de celui-ci pourraient intéresser les lecteurs britanniques, qualifie la couverture du premier chapitre sur les femmes historiques en mathématiques « plutôt décevante » par rapport à l'ouvrage Women of Mathematics: A Bio-Bibliographic Sourcebook de Louise Grinstein et Paul Campbell, et critique la section Todd Celebration comme trop spécialisée et technique pour le public du livre. Néanmoins, Davis recommande la dernière section des perspectives des jeunes femmes mathématiciens « aux enseignants du monde entier qui souhaitent promouvoir les mathématiques auprès de leurs penseurs de haut vol. ». Et aussi bien Davis que la critique Gwen Spencer conviennent que le livre fournit des « conseils pratiques précieux » aux mathématiciennes sur l'équilibre entre les familles et les carrières et la gestion de la recherche d'emploi à deux corps (en), et des exemples de la façon de résoudre ces problèmes qui peuvent également être utiles pour les institutions afin de mieux traiter les femmes,. Korten choisit les essais de Cora Sadosky, Susan Landau, Karen E. Smith et Helen Moore comme lui parlant particulièrement fortement.  
Plus simplement, la critique Erica Voolich, institutrice, écrit: « Le livre est exactement ce dont j'ai besoin à l'école. » .